# John Barlas
John Evelyn Barlas (Burma, 1860 – 1914) è stato un poeta e politico britannico. 
Utilizzò lo pseudonimo Evelyn Douglas.

## Biografia
Membro del movimento decadentista, rivoluzionario di idee socialiste, dopo aver studiato al New College di Oxford ha pubblicato 8 libri di poesie dal 1884 al 1893.

### L'incontro con Oscar Wilde
Dopo aver minacciato di far saltare in aria il parlamento, venne arrestato e liberato grazie ad Oscar Wilde, dove poi apprese le sue folle credenze, infatti Barlas credeva di essere un personaggio della bibbia, ma Wilde ne aveva compassione visto il male che la Bibbia aveva fatto come riportato in

## Opere
Scrisse fra l'altro:
- The Bloody Heart 1885'
- Phantasmagoria: Dream-Fugues , 1887's
- Love Sonnets and 1889's .